# Direitos LGBT no Azerbaijão
Pessoas lésbicas, gays, bissexuais e transgêneros (LGBT) no Azerbaijão enfrentam desafios legais e sociais não vivenciados por residentes não-LGBT. A atividade sexual entre pessoas do mesmo sexo é legal no Azerbaijão desde 1º de setembro de 2000. No entanto, a discriminação com base na orientação sexual e na identidade de gênero não é proibida no país e o casamento entre pessoas do mesmo sexo é proibido.
Em 2016, a ILGA classificou o Azerbaijão como o pior lugar (49 de 49) na Europa para ser LGBT, citando "uma quase total ausência de proteção legal" para indivíduos LGBT. Em 2017, a ILGA-Europa novamente declarou o Azerbaijão o pior país de toda a Europa por direitos LGBT, com o país recebendo uma pontuação final de 5%. Em setembro de 2017, surgiram relatos de que pelo menos 100 membros da comunidade LGBT de Baku foram presos, ostensivamente como parte de uma repressão à prostituição. Ativistas relataram que esses detidos estavam sujeitos a espancamentos, interrogatórios, exames médicos forçados e chantagem.
Pessoas LGBT enfrentam altos índices de violência, assédio e discriminação.

## História
Depois de declarar a independência da Rússia em 1918, a República Democrática do Azerbaijão não tinha leis contra a homossexualidade. Quando o Azerbaijão se tornou parte da União Soviética em 1920, estava sujeito a leis soviéticas raramente aplicadas que criminalizavam a prática de sexo entre homens. Apesar de Vladimir Lenin ter descriminalizado a homossexualidade na Rússia soviética (inexplicavelmente; o sistema legal czarista foi abolido, descriminalizando a sodomia), a relação sexual entre homens (denominada incorretamente "pederastia" nas leis, em vez do termo tecnicamente preciso "sodomia") tornou-se um crime em 1923 na República Socialista Soviética do Azerbaijão, punível com pena de prisão de até cinco anos de prisão por adultos ou até oito anos se envolver força ou ameaça.
O Azerbaijão recuperou sua independência em 1991 e em 2000 revogou a lei anti-sodomia da era soviética. Uma edição especial do Azərbaycan, o jornal oficial da Assembléia Nacional, publicado em 28 de maio de 2000, informou que a Assembléia Nacional havia aprovado um novo código criminal e que o Presidente havia assinado um decreto que a tornaria lei a partir de 1 de setembro de 2000. Revogação do Artigo 121 era um requisito para o Azerbaijão ingressar no Conselho da Europa, e depois que a sodomia foi removida do Código Penal do Azerbaijão em 2000, o Azerbaijão tornou-se o 43º estado membro do Conselho em 25 de janeiro de 2001.
A idade de consentimento agora é igual para o sexo heterossexual e homossexual, aos 16 anos de idade.

## Reconhecimento de relações entre pessoas do mesmo sexo
Casais do mesmo sexo não são legalmente reconhecidos. Casamento entre pessoas do mesmo sexo e uniões civis não são permitidos.

## Identidade e expressão de gênero
O Azerbaijão não possui legislação que permita às pessoas transexuais mudar legalmente de sexo em seus documentos oficiais. No entanto, as pessoas trans têm permissão para mudar seu nome para que ele corresponda à sua identidade de gênero.

## Doação de sangue
Todos podem doar sangue. Nenhum grupo social ou étnico é proibido por lei de doar.

## Condições de vida

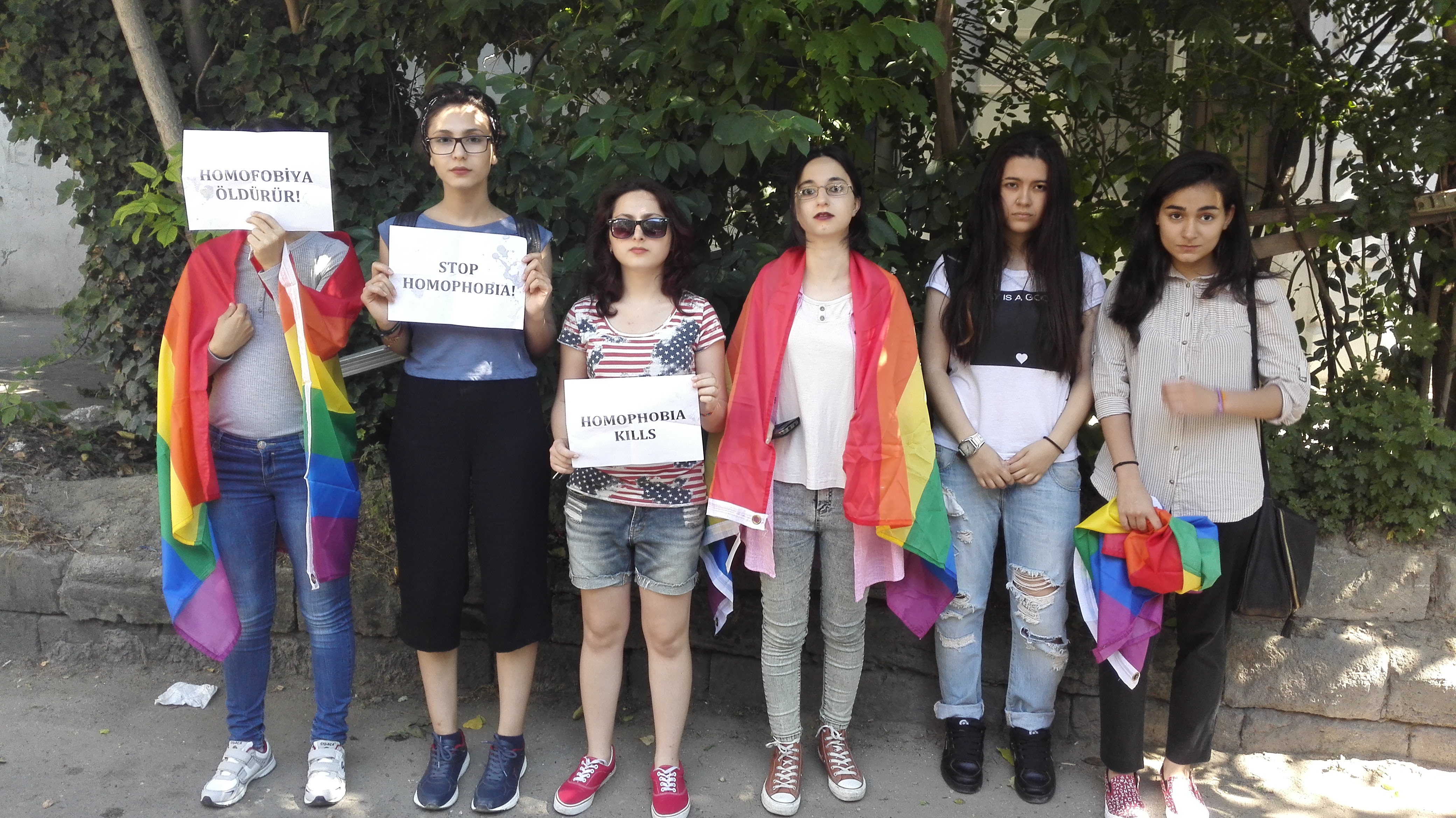
Jovens homenageiam vítimas do tiroteio em uma boate em Orlando em frente à Embaixada dos EUA em Baku em 14 de junho de 2016.

O Azerbaijão é amplamente um país secular com uma das populações muçulmanas majoritárias menos praticantes. A razão por trás da homofobia se deve principalmente à falta de conhecimento sobre ela e às "antigas tradições". Famílias de homossexuais muitas vezes não conseguem aceitar a sexualidade dos assumidos, principalmente nas áreas rurais. Se assumir geralmente resulta em violência ou ostracismo pelos patriarcas da família ou casamento heterossexual forçado.
Havia rumores de que um desfile LGBT estava sendo organizado a tempo do Eurovision Song Contest 2012, realizado pelo Azerbaijão. Isso causou desacordo na sociedade devido a visões homofóbicas, mas ganhou apoio de ativistas de direitos humanos do Azerbaijão. A presença de concursos no Azerbaijão também causou tensões diplomáticas com o vizinho Irã. Os clérigos iranianos Aiatolá Mohammad Mojtahed Shabestari e Aiatolá Ja'far Sobhani condenaram o Azerbaijão por "comportamento anti-islâmico", alegando que o Azerbaijão iria sediar uma parada gay. Isso levou a protestos em frente à embaixada iraniana em Baku, onde manifestantes carregavam slogans zombando dos líderes iranianos. Ali Hasanov, chefe do departamento de questões públicas e políticas do governo do presidente do Azerbaijão, disse que as alegações de parada gay eram falsas e alertou o Irã para não se intrometer nos assuntos internos do Azerbaijão. Em resposta, o Irã revogou seu embaixador de Baku, enquanto o Azerbaijão exigiu um pedido formal de desculpas ao Irã por suas declarações em conexão com a realização do Eurovision Song Contest, em Baku, e depois também revogou seu embaixador de Teerã.

### Sociedade

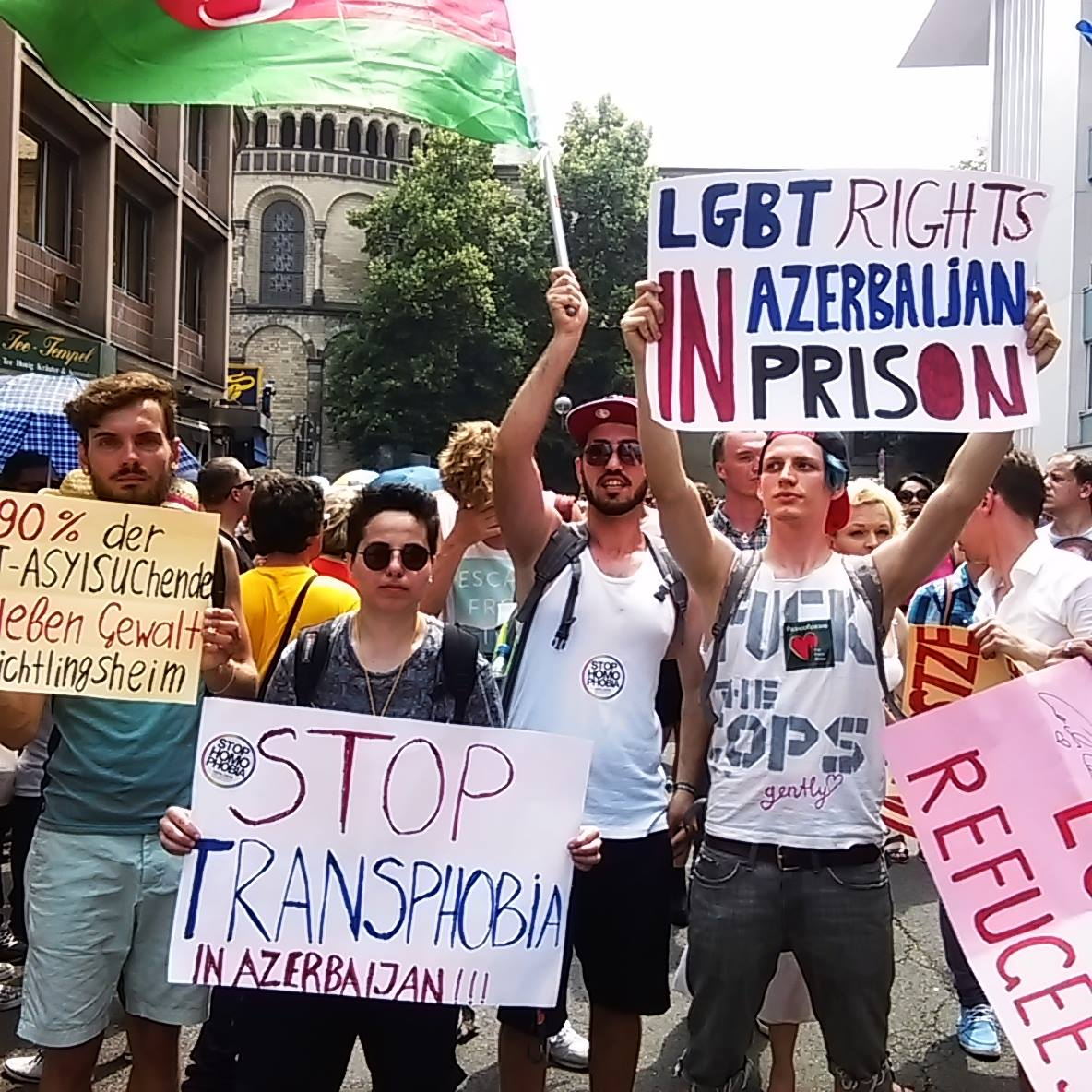
Ativistas protestam contra violações de direitos LGBT no Azerbaijão durante um comício de 2015 na Alemanha

Como na maioria dos outros países da era pós-soviética, o Azerbaijão continua sendo um lugar onde a homossexualidade é um problema cercado de confusão. Quase não há informações objetivas ou corretas sobre os aspectos psicológicos, sociológicos e legais da homossexualidade no Azerbaijão, com o resultado de que a maioria da sociedade simplesmente não sabe o que é homossexualidade.
"Sair do armário" como pessoa gay, lésbica, bissexual ou trans é, portanto, raro e indivíduos LGBT tem medo das consequências. Assim, muitos levam vidas duplas, com alguns se sentindo profundamente envergonhados por serem gays. Aqueles que são financeiramente independentes e vivem em Baku, são capazes de levar uma vida segura como pessoa LGBT, desde que 'pratiquem' sua homossexualidade em sua esfera privada. Não há movimento político LGBT, mas há conscientização entre alguns ativistas de direitos humanos e pessoas LGBT da necessidade de uma organização que defenda os direitos e a proteção LGBT.
Embora os atos homossexuais entre adultos homens consentidos tenham sido oficialmente descriminalizados, os relatos de abusos policiais contra gays, principalmente prostitutos, persistem. Embora se queixassem da violência contra eles, as vítimas preferiram permanecer anônimas, com medo de retaliação por parte da polícia.

### Mídia
O primeiro site de notícias para pessoas LGBT no Azerbaijão foi lançado por Ruslan Balukhin em 25 de maio de 2011: gay.az.
A Constituição do Azerbaijão garante a liberdade de expressão para todos por todas as formas de expressão. O Conselho de Imprensa do Azerbaijão foi fundado em 2003. O conselho lida com reclamações de acordo com o Código de Conduta da Imprensa. Não se sabe se o Conselho avaliou as queixas de assédio feitas pela mídia controlada pelo estado usando a homossexualidade como uma ferramenta para assediar e desacreditar os críticos do governo.
As ONG de direitos humanos do Azerbaijão foram bem-sucedidas em aumentar a conscientização sobre a vida das pessoas LGBT azeris.
A primeira revista online LGBT, Minority Magazine, fundada por Samad Ismayilov em dezembro de 2015. A revista aborda questões educacionais, divertidas e atuais sobre pessoas LGBT. A revista começou a funcionar como ONG a partir de agosto de 2017.

### Filmes
Um ativista LGBT e fundador da Minority Magazine, Samad Ismayilov, fez um documentário sobre um homem transexual do Azerbaijão chamado Sebastian. O filme enfoca os desafios, medos e sonhos de Sebastian sobre o futuro. Foi filmado em Ohio, nos Estados Unidos. O filme estreou em Baku em 25 de novembro de 2017, com o apoio da embaixada holandesa. Cerca de 80 pessoas vieram assistir ao filme e participar das discussões LGBT após o filme.

### Literatura
Em 2009, Ali Akbar escreveu um livro escandaloso chamado Artush e Zaur, focado no amor homossexual entre armênio e azerbaijano. Segundo Akbar, ser armênio e ser gay são os principais tabus da sociedade azeri.

### Suicídio de Isa Shahmarli
Em janeiro de 2014, Isa Shahmarli, o fundador abertamente gay do AZAD LGBT cometeu suicídio se enforcando com uma bandeira do arco-íris. No momento de sua morte, Isa estava desempregado, endividado e afastado de sua família que o considerava "doente". Shahmarli deixou uma nota no Facebook culpando a sociedade por sua morte. Ele foi descoberto logo depois por amigos.
O suicídio de Shahmarli provocou um aumento no ativismo LGBT no Azerbaijão. O dia de sua morte foi marcado como "Dia do Orgulho LGBT" e foi homenageado em 2015 com o lançamento de vários vídeos.

### Organizações LGBT
Desde 2015, existem 3 organizações LGBT no Azerbaijão:
Gênero e Desenvolvimento (em azeri:  Gender və Tərəqqi İctimai Birliyi),criado em 2007 e realiza projetos locais em colaboração com o Ministério da Saúde.
Aliança Nefes LGBT do Azerbaijão (em azeri:  Nəfəs LGBT Azərbaycan), criada em 2012. Implementou vários projetos, incluindo parte de uma pesquisa internacional e mantém regularmente conversações com a Delegação da UE no Azerbaijão e outras embaixadas europeias sobre as dificuldades das pessoas LGBT e sua situação no Azerbaijão.
AZAD LGBT, estabelecido em 2012 por Isa Shahmarli. O AZAD se concentra na educação e melhor representação da mídia no Azerbaijão. Em seu primeiro ano, ele executou vários projetos, incluindo a organização de noites de filmes LGBT na capital de Baku. Essas noites de cinema seriam assistidas por um psicólogo local que ajudaria nas perguntas e respostas após os filmes. Em 2014, depois que Isa Shahmarli se suicidou, a AZAD organizou uma série de projetos de foto e vídeo. Em 2015, a AZAD lançou um site que oferece ferramentas educacionais LGBT on-line gratuitas.
Também existem outras campanhas ou revistas online.
- Gay.az, o primeiro portal de informações para pessoas LGBT no Azerbaijão.
- Love is Love, uma campanha on-line de fotos projetada para fornecer suporte à comunidade LGBT no Azerbaijão.[36]
- Reng, em memória do aniversário de Isa, o AZAD produziu uma versão ilustrada de vários dos escritos de Isa.
- Minority Magazine, aborda questões educacionais, divertidas e atuais sobre pessoas LGBT.[28]

## Relatórios de direitos humanos

### Relatório do Departamento de Estado dos Estados Unidos de 2017
Em 2017, o Departamento de Estado dos Estados Unidos informou o seguinte, sobre o status dos direitos LGBT no Azerbaijão:
- "As questões mais significativas de direitos humanos incluíam assassinatos ilegais ou arbitrários; tortura; condições de prisão severas e com risco de vida; prisão arbitrária; falta de independência judicial; presos políticos; criminalização de difamação; ataques físicos a jornalistas, interferência arbitrária na privacidade; interferência nas liberdades de expressão, reunião e associação por meio de intimidação, encarceramento por acusações questionáveis e abuso físico severo de ativistas, jornalistas e figuras seculares e religiosas da oposição e bloqueio de sites; restrições de liberdade de movimento para um número crescente de jornalistas e ativistas; restrições severas à participação política; corrupção sistêmica do governo; detenção e tortura policial de lésbicas, gays, bissexuais, transexuais e intersexuais (LGBTI); e piores formas de trabalho infantil, que o governo fez esforços mínimos para eliminar."[37]
- Tortura e outros tratamentos ou penas cruéis, desumanos ou degradantes
"Por exemplo, indivíduos lésbicas, gays, bissexuais, transgêneros e intersexuais (LGBTI) detidos em setembro declararam que a polícia os ameaçou com estupro e, em alguns casos, estuprou-os com cassetetes. A maioria não divulgou essas ameaças".[37]
- Atos de violência, discriminação e outros abusos com base na orientação sexual e identidade de gênero
"As leis antidiscriminação existem, mas não cobrem especificamente indivíduos lésbicas, gays, bissexuais, transgêneros e intersexuais (LGBTI). Em outubro, os advogados da mídia e dos direitos humanos relataram que, desde meados de setembro, a polícia prendeu e torturou 83 homens que se supunham ser gays ou bissexuais, além de mulheres trans. Uma vez sob custódia, a polícia espancou os detidos e os submeteu a choques elétricos para obter subornos e informações sobre outros gays (consulte a seção 1.c.). Em 3 de outubro, muitos dos detidos haviam sido libertados, muitos após serem condenados a 20 a 45 dias de prisão, multados em até 200 manat (US$ 117), ou ambos. Em 2 de outubro, o Ministério da Administração Interna e o Ministério Público emitiram uma declaração conjunta que negava que as prisões fossem baseadas na identidade de gênero ou na orientação sexual. Uma ONG local informou que houve numerosos incidentes de brutalidade policial contra indivíduos com base na orientação sexual e observou que as autoridades não investigaram ou puniram os responsáveis. Também houve relatos de violência familiar contra indivíduos LGBTI, discursos de ódio contra pessoas LGBTI e postagens hostis do Facebook em contas pessoais online. Os ativistas relataram que indivíduos LGBTI eram demitidos regularmente pelos empregadores se sua orientação sexual / identidade de gênero se tornasse conhecida. Um indivíduo relatou que os militares não permitiram que indivíduos LGBTI atendessem e lhes concedeu adiamento do recrutamento por motivos de doença mental. Os indivíduos LGBTI geralmente recusam-se a registrar queixas formais de discriminação ou maus-tratos nos órgãos responsáveis pela aplicação da lei devido ao medo de estigma social ou retaliação. Ativistas relataram indiferença da polícia em investigar crimes cometidos contra membros da comunidade LGBTI ".[37]
- Discriminação com respeito ao emprego e ocupação
"Discriminação no emprego e ocupação também ocorreu com relação à orientação sexual. Indivíduos LGBTI relataram que os empregadores encontraram outros motivos para demiti-los porque não podiam legalmente demitir alguém por causa de sua orientação sexual."[37]

## Tabela de resumo
| Legalidade da atividade sexual com o mesmo sexo                                                       | (Desde 2000)                                               |
| Igualdade da idade de consentimento                                                                   | (Desde 2000)                                               |
| Leis anti-discriminação no trabalho                                                                   | Não                                                        |
| Leis anti-discriminação na oferta de produtos e serviços                                              | Não                                                        |
| Leis anti-discriminação em todas as outras áreas (incluindo discriminação indireta, discurso de ódio) | Não                                                        |
| Casamento entre pessoas do mesmo sexo                                                                 | Não                                                        |
| Reconhecimento de casais do mesmo sexo                                                                | Não                                                        |
| Adoção de enteados por casais do mesmo sexo                                                           | Não                                                        |
| Adoção conjunta por casais do mesmo sexo                                                              | Não                                                        |
| Pessoas LGBT podem prestar serviço militar                                                            | Não                                                        |
| Direito de alterar o gênero legal                                                                     | (Pessoas transexuais podem mudar de nome, mas não de sexo) |
| Barriga de aluguel comercial para casais gays                                                         | Não                                                        |
| Acesso a fertilização in vitro para lésbicas                                                          | Não                                                        |
| Homens que fazem sexo com homens podem doar sangue                                                    | Sim                                                        |